# Light Mellow 稲垣潤一
『Light Mellow 稲垣潤一』（ライト・メロウ・いながきじゅんいち）は2014年10月5日にユニバーサル ストラテジック マーケティング ジャパンよりリリースされた稲垣潤一17枚目のベスト・アルバム。規格品番はUPCY-6940。

## 解説
ユニバーサルミュージックジャパン主導によるアーティスト別コンピレーション「ライト・メロウ」シリーズの稲垣潤一盤。「ドラマティック・レイン」が収録されていない稀有なベスト・アルバムである。

## 収録曲
1. Thank you for the music
2. Too much happiness
3. オーシャン・ブルー
4. Memories
5. Rainy Wednesday
6. バチェラー・ガール
7. 恋するカレン
8. September Kiss
9. 小さな奇蹟
10. Everyday 's Valentine -想い焦がれて-
11. 愛のスーパー・マジック
12. 愛は腕の中で
13. YOUR LIFE
14. Get Back To Myself
15. サザンクロス
16. ロング・バージョン
17. 夏のクラクション
18. SHINE ON ME